# Così fan tutti (album)
Così fan tutti è un album del gruppo musicale italiano Denovo, pubblicato nel 1988 dall'etichetta discografica PolyGram.

## Il disco
L'album contiene dieci brani, fra i quali Ma che idea, presentato al Festival di Sanremo 1988.

## Tracce
1. Il nuovo re (Luca Madonia)
2. Ma che idea (Luca Madonia)
3. Se tengo il passo (Mario Venuti)
4. Sciabalò (Mario Venuti, Dino Scuderi)
5. Non basta mai (Luca Madonia)
6. Un fuoco (Mario Venuti)
7. Una storia fatta così (Luca Madonia)
8. Sconosciuti (Mario Venuti)
9. Tu non vedrai più me (Luca Madonia)
10. La macchina (Mario Venuti)

## Formazione
- Mario Venuti - voce, chitarra, tastiere, fiati
- Luca Madonia - voce, chitarra, tastiere
- Dino Scuderi - tastiere
- Toni Carbone - basso
- Gabriele Madonia - batteria

Altri musicisti
- Antonello Salis - fisarmonica
- Luca Proietti - programmazione